# Saint-Martin-de-Varreville
Saint-Martin-de-Varreville ist eine französische Gemeinde mit 170 Einwohnern (Stand 1. Januar 2022) im Département Manche in der Region Normandie. Das Dorf liegt auf der Halbinsel Cotentin. Der Name Utah Beach umfasste während des Zweiten Weltkrieges einen Küstenabschnitt von Saint-Martin-de-Varreville. Bekannt wurde es dadurch, dass sich drei amerikanische Fallschirmjäger in die Kirche Saint-Martin begeben mussten, um an Verbandszeug der Deutschen zu kommen, die darin ein kleines Lazarett aufgeschlagen hatten. So konnten die Amerikaner drei ihrer Verwundeten Kameraden helfen.

## Bevölkerungsentwicklung
| 1793 | 1901 | 1962 | 1968 | 1975 | 1982 | 1990 | 1999 | 2008 | 2018 |
| ---- | ---- | ---- | ---- | ---- | ---- | ---- | ---- | ---- | ---- |
| 413  | 297  | 238  | 229  | 183  | 178  | 169  | 155  | 208  | 174  |